# آغاسی بابایان
آغاسی هاروتیونی بابایان (ارمنی: Աղասի Հարությունի Բաբայան; زاده ۲۱ دسامبر ۱۹۲۱ - درگذشته ۱۷ نوامبر ۱۹۹۵) یک کارگردان، فیلم‌نامه‌نویس و بازیگر اهل ارمنستان بود.

## زندگی‌نامه
وی در ۲۱ دسامبر ۱۹۲۱ در آزاتاوان به دنیا آمد و از مؤسسه سینمایی گراسیموف فارغ‌التحصیل شد. وی همچنین برندهٔ جوایزی همچون et:Vene NFSV teeneline kunstitegelane شده است. وی در ۱۷ نوامبر ۱۹۹۵ در سن ۷۳ سالگی در مسکو درگذشت.

## گزیده فیلمشناسی
از فیلم‌ها یا برنامه‌های تلویزیونی که وی در آن نقش داشته است می‌توان به دختر دشت آرارات (۱۹۴۹ به عنوان بازیگر)، درسو اوزالا (۱۹۶۱ به عنوان کارگردان) اشاره کرد.